# Асэб
А́сэб (тигринья ዓሰብ, араб. عصب‎) — город в Эритрее. Административный центр провинции Дэбуб-Кэй-Бахри. Численность населения — 94 859 человек (на 2010 год).

## История
Близ современного Асэба в 200-х годах до н. э. фараоном Египта Птолемеем II был построен город Арсиноя, названный в честь сестры и позднее жены Птолемея II, Арсинои II.
Район Асэба стал первой итальянской территорией в Восточной Африке (с 1869, окончательно с 1882 года). В результате расширения этой территории и была создана итальянская колония Эритрея.
В 1998—2000 годах за обладание асэбским портом между Эритреей и Эфиопией велась война, окончившаяся уходом войск и флота Эфиопии, что окончательно лишило Эфиопию выхода к морю.

## География
Город и порт Асэб находится на крайнем юго-востоке Эритреи, на побережье Красного моря, в 480 километрах к юго-востоку от столицы страны Асмэры. В бухте Асэб лежит около 30 островов.

## Климат
| Показатель                    | Янв. | Фев. | Март | Апр. | Май  | Июнь | Июль | Авг. | Сен. | Окт. | Нояб. | Дек. | Год  |
| ----------------------------- | ---- | ---- | ---- | ---- | ---- | ---- | ---- | ---- | ---- | ---- | ----- | ---- | ---- |
| Средний суточный максимум, °C | 30,1 | 30,5 | 32,4 | 34,6 | 35,9 | 37,3 | 39,3 | 38,6 | 37,0 | 35,5 | 32,7  | 30,7 | 34,6 |
| Средняя температура, °C       | 25,6 | 26,1 | 27,5 | 29,7 | 31,2 | 32,9 | 34,7 | 34,2 | 32,6 | 30,6 | 28,0  | 26,2 | 30,0 |
| Средний суточный минимум, °C  | 21,1 | 21,6 | 22,6 | 24,7 | 26,5 | 28,5 | 30,1 | 29,8 | 28,3 | 25,7 | 23,3  | 21,7 | 25,3 |
| Норма осадков, мм             | 7,0  | 8,4  | 3,5  | 5,4  | 2,0  | 0,5  | 11,6 | 5,8  | 4,4  | 1,2  | 4,0   | 16,8 | 70,6 |

## Экономика
В городе находится крупный нефтеперерабатывающий завод, построенный Советским Союзом и закрытый в период войны Эфиопии и Эритреи, а также международный аэропорт. До 1998 года порт Асэб имел важнейшее значение как для торговли между Эритреей и Эфиопией, так и для всей внешней торговли Эфиопии, поскольку через него проходила львиная часть эфиопского экспорта. Ввиду конфликта Эфиопии и Эритреи и пограничного спора Эритреи с близлежащей Джибути торговля через Асэб значительно уменьшилась.